# تشارلز أ. هانتينغتون
تشارلز أ. هانتينغتون (بالإنجليزية: Charles A. Huntington)‏ هو مدرب كرة سلة أمريكي، ولد في 7 يوليو 1891، وتوفي في 1973.